# Кушугумский поселковый совет
Кушугумский поселковый совет (укр. Кушугумська селищна рада) — входит в состав
Запорожского района
Запорожской области
Украины.
Административный центр поселкового совета находится в 
пгт Кушугум.

## Общие сведения
- Территория совета: 169,4 км²
- Население: 18 112 чел. (по состоянию на 2020 год)
- По территории совета протекает речка Кушугум

## Населенные пункты
В состав поселкового совета входят:
- пгт. Кушугум
- пгт. Балабино
- пгт. Малокатериновка

## Состав совета
Совет состоит из 26 депутатов и главы
- Поселковый голова : Сосуновский Владимир Сергеевич
- Секретарь: Кривенко Виктория Сергеевна

## Руководство предыдущих созывов
| Фамилия, имя, отчество         | Основные сведения                                           | Дата избрания | Дата увольнения |
| ------------------------------ | ----------------------------------------------------------- | ------------- | --------------- |
| Сосуновский Владимир Сергеевич | Поселковый голова, 1980 года рождения, самовыдвиженец       | 2020          |                 |
| Загребельная Галина Алексеевна | Поселковый голова, 1967 года рождения, самовыдвиженка       | 2015          | 2020            |
| Загребельная Галина Алексеевна | Поселковый голова, 1967 года рождения, самовыдвиженка       | 2010          | 2015            |
| Горохова Тамара Петровна       | Поселковый голова, 1949 года рождения, член Партии Регионов | 26.03.2006    | 31.10.2010      |

## История
- 1600 год — дата образования пгт Кушугум[1].
- В 1921 году образован сельский совет[2].
- В 1946 году совет входил в Комышевахский район[3].
- В 2020 году произошло объединение трёх посёлков ( Балабино, Кушугум, Малоекатериновка ) в Кушугумскую объединенную территориальную громаду с административным центром пгт Кушугум.

## Депутаты
- По результатам выборов 2020 года в совет избрано 26 депутатов[4].

#### По субъектам выдвижения[4]
| Субъект выдвижения                                          | Количество обраных депутатов | %     |
| ----------------------------------------------------------- | ---------------------------- | ----- |
| ПОЛИТИЧЕСКАЯ ПАРТИЯ "СЛУГА НАРОДА"                          | 10                           | 38.46 |
| ПОЛИТИЧЕСКАЯ ПАРТИЯ "ПАРТИЯ ВЛАДИМИРА БУРЯКА "ЕДИНЕНИЕ"     | 6                            | 23.08 |
| ПОЛИТИЧЕСКАЯ ПАРТИЯ "ОПОЗИЦИОННАЯ ПЛАТФОРМА - ЗА ЖИЗНЬ"     | 5                            | 19.23 |
| ПОЛИТИЧЕСКАЯ ПАРТИЯ ВСЕУКРАИНСКОЕ ОБЪЕДИНЕНИЕ "БАТЬКИВЩИНА" | 3                            | 11.54 |
| ПОЛИТИЧЕСКАЯ ПАРТИЯ "ЕВРОПЕЙСКАЯ СОЛИДАРНОСТЬ"              | 2                            | 7.69  |

| Фамилия, имя, отчество                 | Дата признания избранным | Образование         | Партийная принадлежность | Сведения о избранном депутате |
| -------------------------------------- | ------------------------ | ------------------- | ------------------------ | ----------------------------- |
| Апостолова-Возница Ольга Александровна |                          | Высшее              |                          |                               |
| Апостолова Татьяна Алексеевна          |                          | Высшее              |                          |                               |
| Винниченко Жанна Викторовна            |                          | Высшее              |                          |                               |
| Виноградов Михаил Михайлович           |                          | Общее среднее       |                          |                               |
| Галянчук Николай Иванович              |                          | Высшее              |                          |                               |
| Ганущак Игорь Иванович                 |                          | Среднее специальное |                          |                               |
| Гамаюнова Виктория Николаевна          |                          | Высшее              |                          |                               |
| Грибова Надежда Владимировна           |                          | Высшее              |                          |                               |
| Диденко Елена Ивановна                 |                          | Высшее              |                          |                               |
| Карабаджак Семён Петрович              |                          | Высшее              |                          |                               |
| Касилов Эдуард Николаевич              |                          | Высшее              |                          |                               |
| Кривенко Виктория Сергеевна            |                          | Высшее              |                          |                               |
| Курган Анастасия Петровна              |                          | Высшее              |                          |                               |
| Мамковская Юлия Сергеевна              |                          | Высшее              |                          |                               |
| Недоруева Ирина Леонидовна             |                          | Высшее              |                          |                               |
| Парфенов Евгений Сергеевич             |                          | Общее среднее       |                          |                               |
| Завгородняя Яна Юрьевна                |                          | Высшее              |                          |                               |
| Петренко Сергей Леонидович             |                          | Высшее              |                          |                               |
| Приходченко Ольга Ивановна             |                          | Высшее              |                          |                               |
| Растворцев Владислав Станиславович     |                          | Высшее              |                          |                               |
| Самсыка Надежда Михайловна             |                          | Высшее              |                          |                               |
| Сапьян Юрий Анатолиевич                |                          | Высшее              |                          |                               |
| Ткаченко Елена Анатолиевна             |                          | Высшее              |                          |                               |
| Хитрова Татьяна Владимировна           |                          | Высшее              |                          |                               |
| Шкрум Николай Владимирович             |                          | Общее среднее       |                          |                               |
| Емельянова Елена Юрьевна               |                          | Высшее              |                          |                               |